# Helmut Brunner

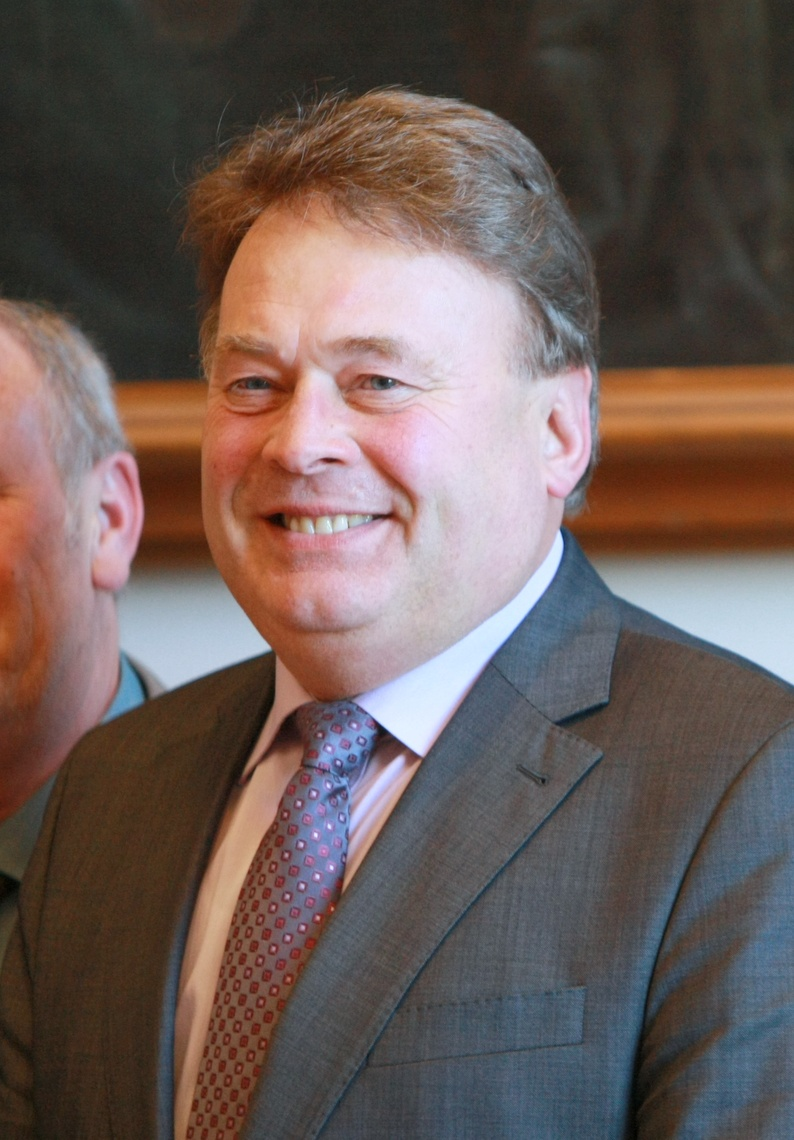
Helmut Brunner (2011)

 Helmut Brunner (* 14. September 1954 in Kötzting) ist ein deutscher Politiker (CSU). Er war vom 30. Oktober 2008 bis zum 21. März 2018 Staatsminister für Ernährung, Landwirtschaft und Forsten in den Kabinetten Seehofer I und Seehofer II.

## Bildung
Von 1960 bis 1969 besuchte er die Volksschule, anschließend die Berufsschule, danach die Fachschule und Landvolkshochschule. 1976 legte er seine Meisterprüfung der Landwirtschaft ab.

## Partei

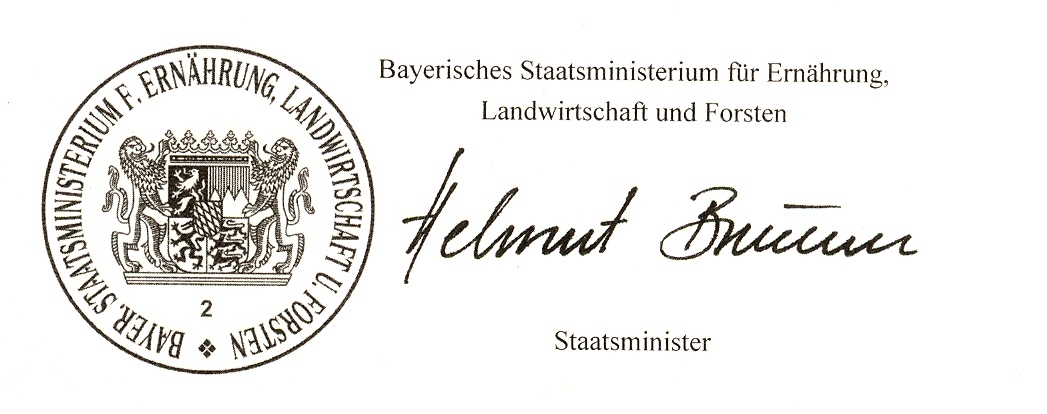
Bayerisches Staatsministerium für Ernährung, Landwirtschaft und Forsten

Brunner ist seit 1977 Mitglied der CSU. Seit 1978 gehört er dem Kreistag Regen an und war von 1978 bis 2008 Gemeinderat in Zachenberg. Von 1989 bis Mai 2015 war er CSU-Vorsitzender im Kreis Regen. Im September 2015 wurde er vom CSU-Kreisverband zum Ehrenvorsitzenden ernannt.

## Abgeordneter
Von 1994 bis 2018 gehörte Brunner dem Bayerischen Landtag an. Nach der Zusammenlegung der Stimmkreise Regen und Freyung-Grafenau erhielt er 2003 und 2008 ein Direktmandat des gemeinsamen Stimmkreis 207 (Regen, Freyung-Grafenau) für den Landtag. In der Legislaturperiode 2003 bis 2008 wurde er zum Vorsitzenden des Ausschusses für Landwirtschaft und Forsten gewählt. Zur Landtagswahl 2018 trat er nicht wieder an und beendete damit seine politische Karriere.

## Landwirtschaftsminister
Am 30. Oktober 2008 übernahm Brunner von Josef Miller das Bayerische Staatsministerium für Ernährung, Landwirtschaft und Forsten (Kabinett Seehofer I).
Im Kontext deutlich gesunkener Erzeugerpreise für Milch stellte Brunner im September 2015 Finanzhilfen von 10 Millionen Euro für bayerische Milchbauern in Aussicht. Er forderte ebenfalls staatliche Bürgschaften für gefährdete Betriebe und eine Kampagne für den Export von Milch.

## Verwandten-Affäre
Brunner hatte seine Frau, Schwester und Nichte von 1999 bis 2009, 2008 bzw. 2002 als Bürofachkraft und Aushilfe in seinem Abgeordnetenbüro angestellt. Nach Bekanntwerden seiner Verwicklung in die Verwandtenaffäre kündigte er an, 13.500 Euro zurückzahlen zu wollen.

## Trivia
Als Forstminister Bayerns war es eine seiner Aufgaben, vor der Gefahr von Waldbränden zu warnen. Am 3. Oktober 2015 löste er jedoch selbst einen Waldbrand aus, als er auf seinem Einödhof in Zachenberg die vermeintlich abgelöschte Asche verbrannter Gartenabfälle an einer nahen Böschung entsorgte. Der Kleinbrand wurde von der Feuerwehr gelöscht und das Landratsamt Regen verhängte ein Verwarnungsgeld von 35 €, weil er die Gartenabfälle an einem Feiertag verbrannt hatte.

## Mitgliedschaften
- Bayerische Staatsforsten (Aufsichtsratsvorsitzender)
- Bayerischer Wald-Verein (Präsident)
- Förderverein Eissport Regen e. V. (Präsident)
- Bayerischer Bauernverband
- Lebenshilfe-Stiftung Regen (Vorstand)
- Waldbesitzervereinigung
- Bayerisches Rotes Kreuz
- Freiwillige Feuerwehr
- Reservist der Bundeswehr

## Ehrungen und Auszeichnungen
2009 erhielt Brunner die Bayerische Verfassungsmedaille in Silber. 2015 wurde ihm der Ehrenbrief und 2018 die Ehrenbürgerschaft der Stadt Regen verliehen. Seine Heimatgemeinde Zachenberg verlieh ihm am 29. Juni 2018 die Ehrenbürgerwürde. 2019 erhielt er die Bayerische Verfassungsmedaille in Gold.

## Privates
Helmut Brunner ist römisch-katholisch, verheiratet und hat zwei Kinder. 1981 übernahm er den landwirtschaftlichen Betrieb seiner Eltern.